# Schloßpark Ludwigslust
Schloßpark Ludwigslust este o arie protejată (arie specială de conservare — SAC, sit de importanță comunitară — SCI) din Germania întinsă pe o suprafață de 186 ha, integral pe uscat.

## Localizare
Centrul sitului Schloßpark Ludwigslust este situat la coordonatele 53°19′26″N 11°28′32″E / 53.3239°N 11.4756°E.

## Înființare
Situl Schloßpark Ludwigslust a fost declarat sit de importanță comunitară în aprilie 2004 pentru a proteja 3 specii de animale. Situl a fost protejat și ca arie specială de conservare în august 2016.

## Biodiversitate
Situată în ecoregiunea continentală, aria protejată conține 4 habitate naturale: Lacuri eutrofice naturale cu vegetație de tip Magnopotamion sau Hydrocharition, Păduri de fag Luzulo-Fagetum, Păduri de fag Asperulo-Fagetum, Păduri de stejar sau de stejar și carpen sub-atlantice și medio-europene de Carpinion betuli.
La baza desemnării sitului se află mai multe specii protejate de  nevertebrate (3): Osmoderma eremita, Unio crassus, Vertigo moulinsiana